# Slaget vid Artsjö
Slaget vid Artsjö var ett slag under finska kriget 1808–1809. Slaget stod mellan svenska och ryska  styrkor den 24 februari 1808 vid Artsjö.

## Bakgrund
Den 21 februari hade ryska styrkor invaderat Finland och besatt de områden närmast gränsen. Därav befann sig den 21:a divisionens 1:a kolonn vid Kausala, ifrån vilken den skulle avancera till Nyby. Den starka svenska ställningen vid Nyby innebar dock att den ryska styrkan den 23 februari marscherade till Ratula, norr om Artsjö, för att därifrån kringgå Nyby söderifrån. Vid Artsjö stod Åbo läns infanteriregemente under befäl av överst Herman Fleming, som den 22 februari även emottog en liten avdelning ifrån Nylands infanteriregemente under befäl av major Gustaf Adolf Arnkihl. Överste Fleming hade tidigare erhållit order ifrån chefen av 2:a brigaden, överste Carl Johan Adlercreutz, att medta regementet mot Villikkala och Ruokola, men när den ryska styrkan avancerade mot Artsjö bestämde han sig för att göra motstånd.

## Slaget
Överste Fleming ställde upp regementet vid Artsjö kyrkbacke samt vid Salmela by och manade sina soldater att "slåss såsom ärliga svenskar". Det första ryska anfallet misslyckas och den ryska styrkan drevs tillbaka till Ratula av löjtnant Fredrik Ulrik Stackelberg. Efter att ha erhållit förstärkningar gick den nu ca 2000 man starka ryska styrkan, delad i tre formationer, åter till anfall klockan 14:00. Den drevs även denna gång tillbaka eftersom svenska förstärkningar hade anlänt ifrån Mörskom bestående av två kanoner under löjtnant Hagelstam. Efter detta avvaktade den ryska styrkan och inväntade eget artilleri. Överste Fleming förflyttade samma kväll regementet mot Orimattila för att undvika att bli kringgången samt för att verkställa den tidigare erhållna ordern.